# Anna Wruck
Anna Liesemarie Wruck (24 febbraio 1993) è una pallavolista statunitense, centrale dell'ABEL.

## Carriera

### Club
La carriera di Anna Wruck inizia nei tornei scolastici dell'Oregon, giocando per la Santiam Christian HS. Dopo il diploma gioca per quattro anni a livello universitario, partecipando alla NCAA Division I dal 2011 al 2014 con la Tulane. 
Tra il 2015 e il 2017 partecipa a tre edizioni consecutive della New Zealand Volleyball League, dove diventa professionista con lo Shirley, conquistando uno scudetto. Nella stagione 2017-18 approda in Ungheria, dove partecipa alla Nemzeti Bajnokság I con l'Haladás, mentre nella stagione seguente viene ingaggiata dalla José Moreira, impegnata in Primeira Divisão, con cui conquista la Coppa di Portogallo.
Nel campionato 2019-20 si accasa nella Lentopallon Mestaruusliiga finlandese, dove difende i colori del Kuusamon, mentre nel campionato seguente approda in 1. Bundesliga, ingaggiata dal Wiesbaden. Dopo due annate con la formazione  tedesca, nella stagione 2022-23 si accasa nell'ABEL, club brasiliano neopromosso in Superliga Série A.

## Palmarès

### Club
- Campionato neozelandese: 1

2015
- Coppa di Portogallo: 1

2018-19